# Saint-Bonnet-des-Bruyères
Saint-Bonnet-des-Bruyères es una comuna francesa situada en el departamento de Ródano, de la región de Auvernia-Ródano-Alpes.

## Demografía
| 631 | 635 | 546 | 497 | 412 | 384 | 372 | 366 |
| Para los censos de 1962 a 1999 la población legal corresponde a la población sin duplicidades (Fuente: INSEE [Consultar]) |     |     |     |     |     |     |     |